# Cuantificación (procesado de audio)
En procesamiento digital de señales, la cuantificación es la discretización de un rango continuo de amplitudes por aproximación o truncamiento de valores. El resultado será un grupo más reducido de amplitudes discretas.
La cuantificación es el segundo proceso dentro de la digitalización de una señal, precedido por el muestreo y seguido por la codificación.
Este artículo describe aspectos de la cuantificación relacionados con las señales de voz y audio.

## Proceso de cuantificación
En dicho proceso, las muestras toman el valor del nivel más próximo dentro del rango de niveles establecidos. Así pues, se define el Paso de Cuantificación como la diferencia que se tendrá entre dos niveles consecutivos.
Donde MD corresponde al Margen Dinámico de la señal (diferencia entre la amplitud máxima y la mínima) y NB representa el Número de Bits con el que estamos cuantificando.
Por ejemplo, si tenemos una señal con un margen dinámico de -1V a +1V y lo cuantificamos con 8 bits, tendremos un paso de cuantificación de 7,8 mV, que indica cuál es la mínima resolución que podremos distinguir.
En la imagen anterior se muestra un sencillo ejemplo de cuantificación de una señal de audio, en el que se ha codificado la señal después de haber sido muestreada. Podemos apreciar que la señal recuperada será distinta a la original, ya que no se ha cumplido el requisito de Nyquist a la hora de muestrear.
Además, el truncamiento provoca que la señal muestreada y la señal original no sean idénticas y aparezca un error de redondeo conocido como Error de Cuantificación.

## Métodos de cuantificación
Existen diferentes métodos para establecer los niveles a los cuales se tendrán que ajustar las muestras. Los dos sistemas más empleados son los siguientes.
- PCM uniforme

Se caracteriza por tener un paso de cuantificación uniformemente distribuido. El número de niveles en la salida vendrá determinado por el número de bits de que dispongamos.
Distinguimos dos clases de cuantificación uniforme: Midthread o Midriser dependiendo de si incluimos el nivel 0 o no en la salida, respectivamente.
Los ejemplos anteriores muestran la cuantificación codificada en 4 bits (lo que genera 16 niveles).
Se interpreta que todos los valores de entrada se adaptarán al nivel que le corresponda según la respectiva escalera uniforme. 
- PCM no uniforme

Se caracteriza por disponer de mayor número de niveles para aquellas amplitudes de señal más probables, y viceversa. 
Se utiliza para las señales de voz (telefonía), donde los valores de las amplitudes pequeñas son las más probables (histograma tipo Campana de Gauss).
La tipología más popular de PCM no-uniforme es la conocida como PCM logarítmico, definida por la ley-mu en Norteamérica y Japón, y la ley-A en Europa.